# Gare de Saint-Césaire
Gare de Saint-Césaire vasútállomás Franciaországban, Nîmes településen.

## Vasútvonalak
Az állomást az alábbi vasútvonalak érintik:
- Tarascon–Sète-Ville-vasútvonal
- Saint-Césaire au Grau-du-Roi-vasútvonal

## Kapcsolódó állomások
A vasútállomáshoz az alábbi állomások vannak a legközelebb:
- Gare de Nîmes (Gare de Tarascon, Tarascon–Sète-Ville-vasútvonal)
- Gare de Générac
- Gare de Milhaud (Gare de Sète, Tarascon–Sète-Ville-vasútvonal)